# Luxembourg au Concours Eurovision de la chanson 1969
Le Luxembourg a participé au Concours Eurovision de la chanson 1969, le 29 mars 1969 à Madrid, en Espagne. C'est la 13e participation luxembourgeoise au Concours Eurovision de la chanson.
Le pays est représenté par le chanteur Romuald Figuier et la chanson Catherine, sélectionnés en interne par Télé Luxembourg.

## Sélection interne
Le radiodiffuseur luxembourgeois, Télé Luxembourg, choisit l'artiste et la chanson en interne pour représenter le Luxembourg au Concours Eurovision de la chanson 1969.
Lors de cette sélection, c'est la chanson Catherine, écrite par André di Fusco, composée par Paul Mauriat et André Borgioli et interprétée par le chanteur français Romuald Figuier, sous le nom de scène Romuald, qui fut choisie, accompagnée du chef d'orchestre Augusto Algueró.
| Ordre | Interprète      | Chanson   | Langue   |
| ----- | --------------- | --------- | -------- |
| 1     | Romuald Figuier | Catherine | Français |

## À l'Eurovision
Chaque pays a un jury de dix personnes. Chaque juré attribue un point à sa chanson préférée.

### Points attribués par le Luxembourg
| 4 points | Royaume-Uni      |
| 2 points | Espagne Pays-Bas |
| 1 point  | Finlande France  |

### Points attribués au Luxembourg
| 10 points | 9 points | 8 points | 7 points | 6 points                                        |
| --------- | -------- | -------- | -------- | ----------------------------------------------- |
|           |          |          |          |                                                 |
| 5 points  | 4 points | 3 points | 2 points | 1 point                                         |
|           |          | - Monaco |          | - Allemagne - Belgique - Pays-Bas - Yougoslavie |

Romuald Figuier interprète Catherine en deuxième position, suivant la Yougoslavie et précédant l'Espagne, l'un des quatre pays vainqueurs de l'Eurovision 1969.
Au terme du vote final, le Luxembourg termine 11e sur les 16 pays participants, ayant reçu 7 points au total de la part de cinq pays,.